# ジョヴァンニ・アントニオ・ペトラッツィオ・ダ・リエーティの娘の潰瘍を治療する聖ベルナルディーノ
『ジョヴァンニ・アントニオ・ペトラッツィオ・ダ・リエーティの娘の潰瘍を治療する聖ベルナルディーノ』（ジョヴァンニ・アントニオ・ペトラッツィオ・ダ・リエーティのむすめのかいようをちりょうするせいベルナルディーノ、伊: San Bernardino risana da un'ulcera la figlia di Giovanni Antonio Petrazio da Rieti, 英: San Bernardino heals the daughter of Giovanni Antonio Petrazio da Rieti from an ulcer）は、盛期ルネサンスのイタリアの巨匠ピエトロ・ペルジーノが1473年に制作した絵画である。単に『若い娘の治療』（伊: Guarigione di una giovane）あるいは『娘を治療する聖ベルナルディーノ』（伊: San Bernardino risana una fanciulla）とも呼ばれる。テンペラ画。シエナの聖ベルナルディーノの奇跡を描いた8点の連作板絵の1つ。ペルジーノの初期の作品で、連作中本作のみをペルジーノが制作し、他はペルジーノの構想に基づいてウンブリア地方の画家たちが制作した。現在はペルージャのウンブリア国立美術館に所蔵されている。

## 制作背景

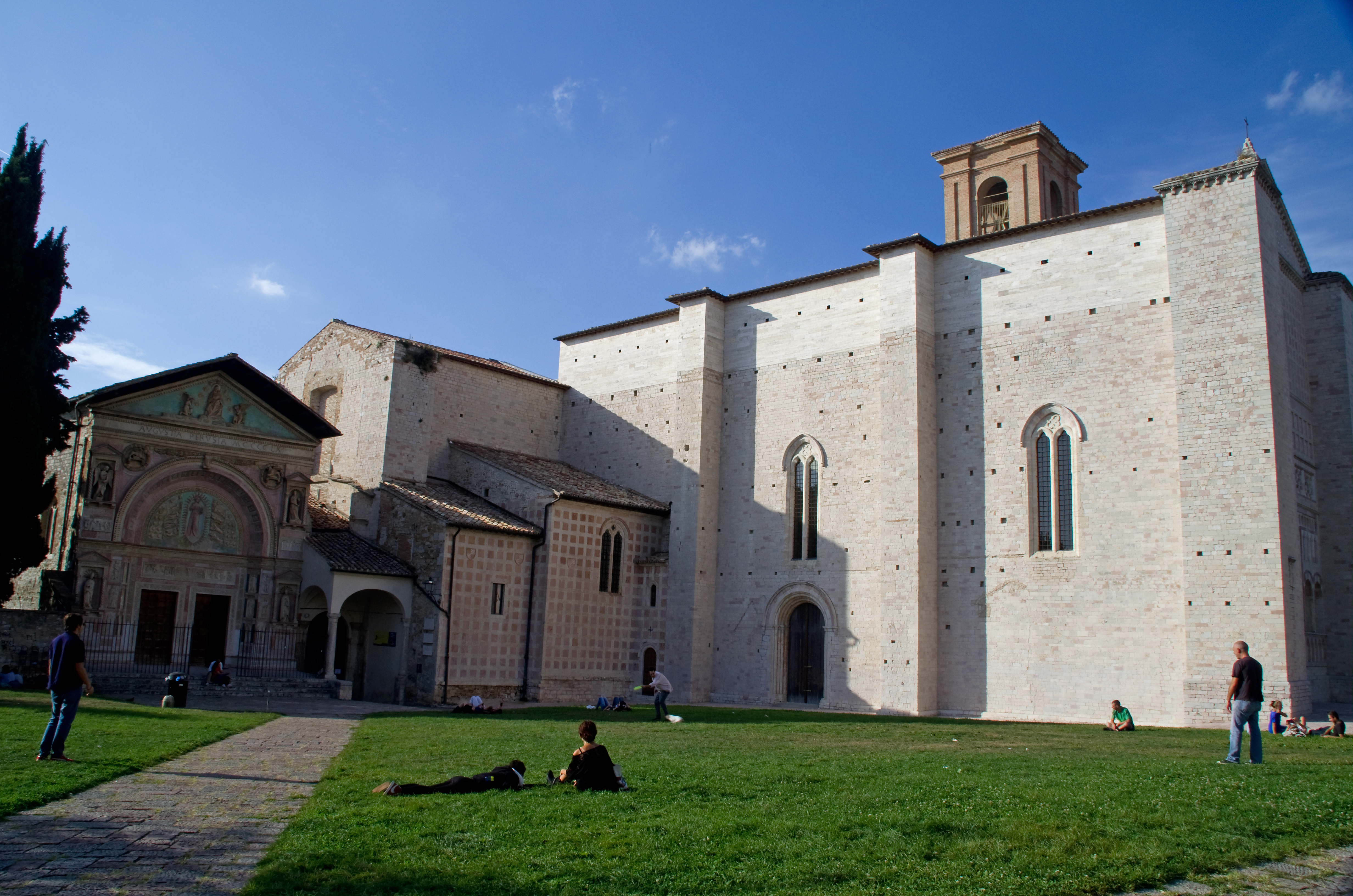
サン・フランチェスコ・アル・プラート教会。サン・ベルナルディーノ礼拝堂は左端の建物。

ペルージャは聖ベルナルディーノ信仰の中心的な都市の1つであり、サン・フランチェスコ・アル・プラート教会に隣接してアゴスティーノ・ディ・ドゥッチョの設計によるサン・ベルナルディーノ礼拝堂が建設された。この礼拝堂にはおそらくかつて聖人に捧げられた壁龕があり、そこに聖ベルナルディーノ像が納められ、聖人の奇跡を描いた8枚の連作板絵が設置されていたと考えられている。
この連作が1472年にラクイラのサン・ベルナルディーノ大聖堂に聖人の聖遺物が移されるという出来事を契機に発注されたことはほぼ確実視されている。本作品には1473年の日付が記されており、連作の図像は翌1474年にペルージャの有力貴族オッディ家の出身で、フランシスコ会修道士のジャコモ・オッディによって出版された『小さき修道会の鑑』（Lo Specchio de l' Ordine Minore）別名『フランチェスコ修道会』（La Franceschina）に由来する。発注者は都市と協力して宗教的政治的に聖ベルナルディーノの信仰を広めていたフランシスコ会の修道士と考えられている。
美術史家マリア・ロザリア・ヴァラッツィ（Maria Rosaria Valazzi）は、1997年、画面の中にフェラーラのエステ家をほのめかす細部が見られることを指摘し、フェラーラ公爵エルコレ1世・デステの意図により制作された可能性があることを示唆している。

## 作品
8点の連作はシエナの聖ベルナルディーノが生前および死後に行ったとされる奇跡を描いている。
連作の多くは正確な線による建築学的構図を特徴としており、ほぼ間違いなく1人の才能に優れた人物によって首尾一貫した構想に基づいて制作された。しかしそれにもかかわらず、各作品の間には制作方法の違いによる明確な差異が存在し、制作を請け負った画家との間で激しい競争があったことが察せられ、各作品の制作者をめぐって様々に議論されている。
ペルジーノは聖ベルナルディーノに潰瘍の治療を受けるジョヴァンニ・アントニオ・ペトラッツィオ・ダ・リエーティの娘を描いている。画面下中央に座る赤い服の少女は手を合わせて感謝を示しており、少女の背では彼女の親族が手を上げて、少女の回復に驚いている。背景はルネサンス期の宮廷モチーフで華やかに飾られた建築学的要素が画面の奥へと続き、一番奥に古代ローマのティトス帝の凱旋門が配置されている。1473年の日付はここに記されている。さらに中央のアーチは無限の奥行きを持つ美しい風景へと続いている。
他の連作と比較すると、すべての板絵の下書きで使用されている強い線刻が、本作品では金色で描かれた建築要素の部分にだけ見出される点で異質である。
本作品はペルジーノの古典的様式を先取りしており、また後のペルジーノの色彩感覚を予感させるものとなっている。画面左の背を向けて立っている人物の複雑な衣装表現は、アンドレア・デル・ヴェロッキオや若いドメニコ・ギルランダイオが活躍していたころのフィレンツェ絵画の影響を示しており、一方で多くの登場人物の身振りが控えめで本質的なものに抑制されている中で、画面右に立っている若い人物の身振りは後のペルジーノの優雅で洗練された趣向を示している。美しい風景はペルジーノに特徴的な背景描写の最初の例ともいうべきものである。これは実際の風景の研究によって培われたものであるだけでなく、15世紀後半のフランドルの風景画の知識によって理想化されており、その影響は水や霧の立ち込める大気の描写に表れている。

## 来歴
1537年、礼拝堂がサンタンドーレア礼拝堂として再奉献されたため壁龕は解体され、それに伴い、連作も8点の板絵に解体された。その後、板絵はサン・フランチェスコ・アル・プラート教会が所有するところとなっていたが、ナポレオンの時代にペルージャから運び去られた。1812年にナポレオン美術（後のルーヴル美術館）の館長ドミニク・ヴィヴァン・ドゥノンは連作のうち本作品と『死後に現れて盲目のリッカルド・ミクツィオ・ダラクイラを回復する聖ベルナルディーノ』を選んでパリに運んだが、ワーテルローの戦いでナポレオンが失脚した後、アントニオ・カノーヴァの働きにより1815年に回収された。1816年には当時のカピトリーノ美術館館長アゴスティーノ・トファネッリ（Agostino Tofanelli）によって他の6作品が同美術館に移された。1863年にウンブリア国立美術館に移された。1991年から1993年にかけて修復された。

## ギャラリー

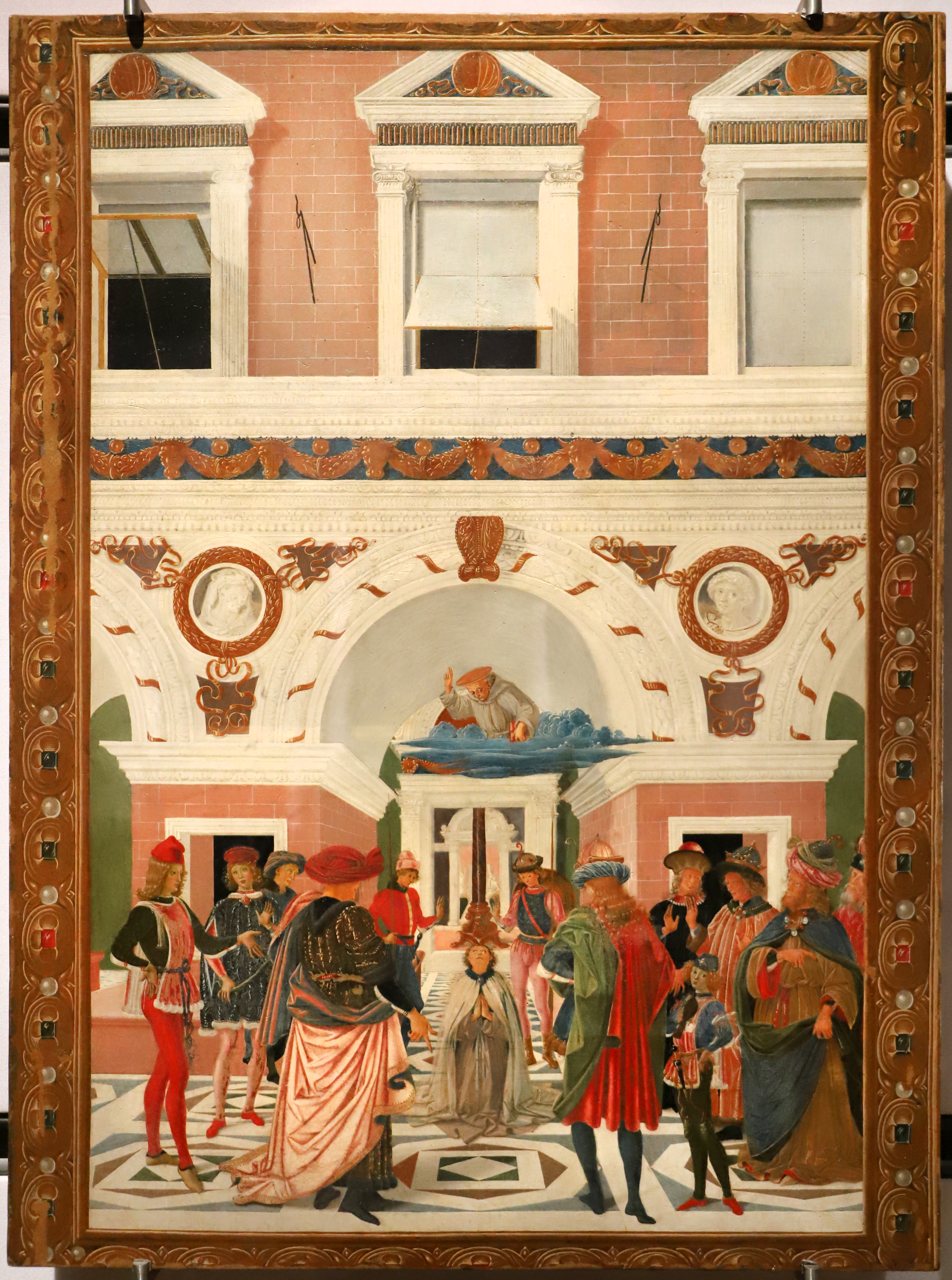
ペルジーノの工房『死後に現れて盲目のリッカルド・ミクツィオ・ダラクイラを回復する聖ベルナルディーノ』
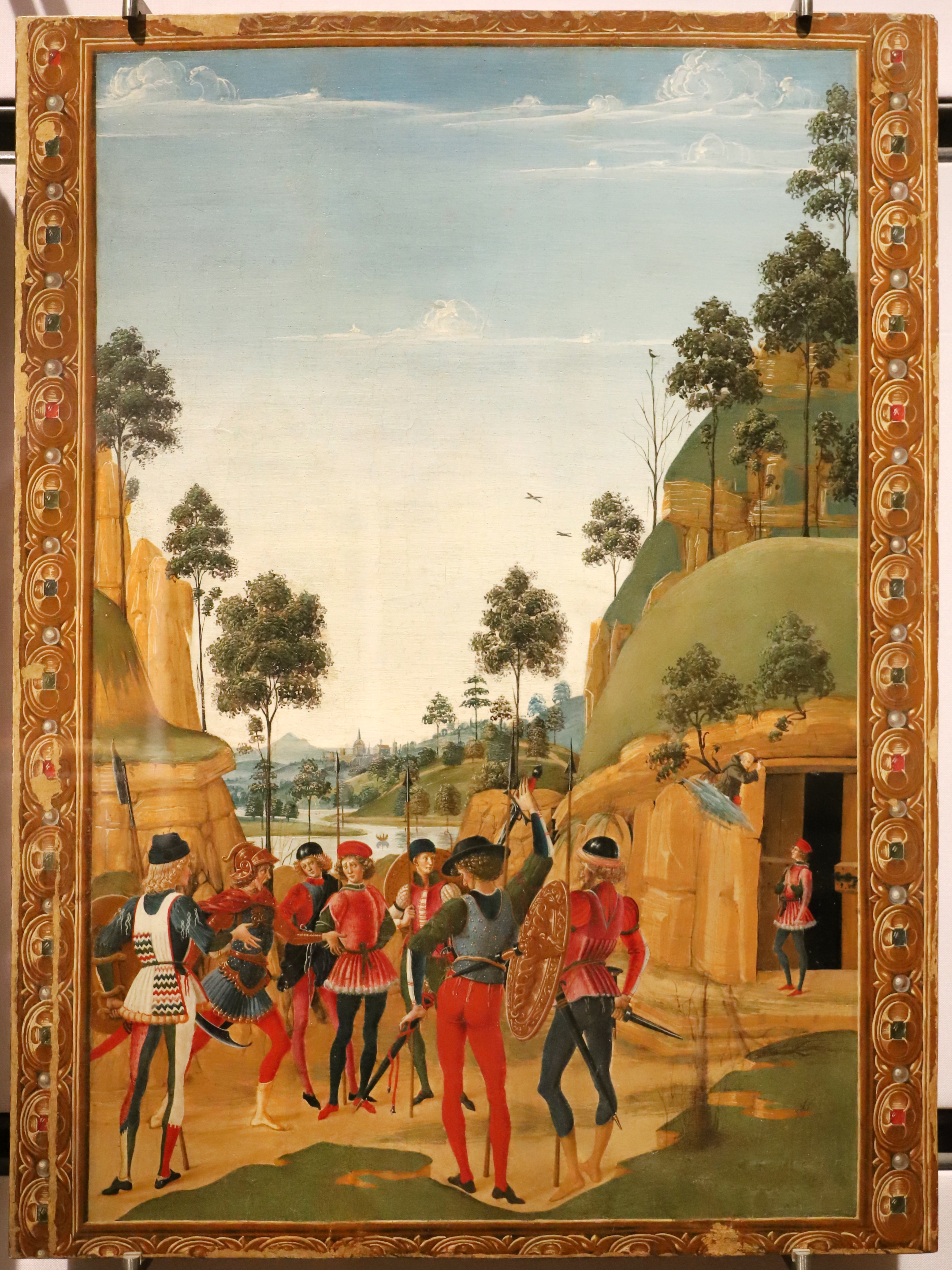
ピントゥリッキオ『囚人を解放する聖ベルナルディーノ』
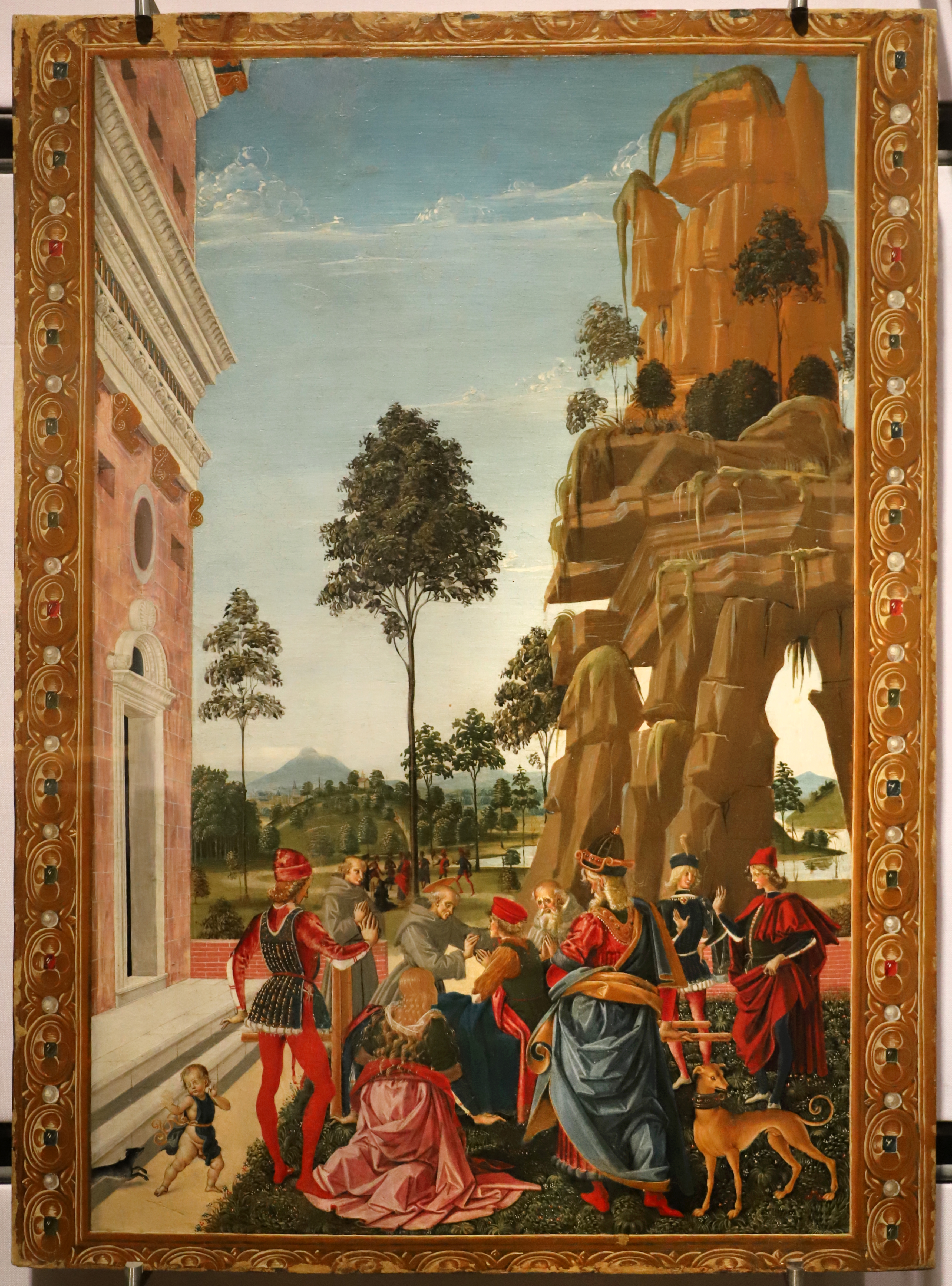
ピントゥリッキオ『木の下で倒された男を治療する聖ベルナルディーノ』
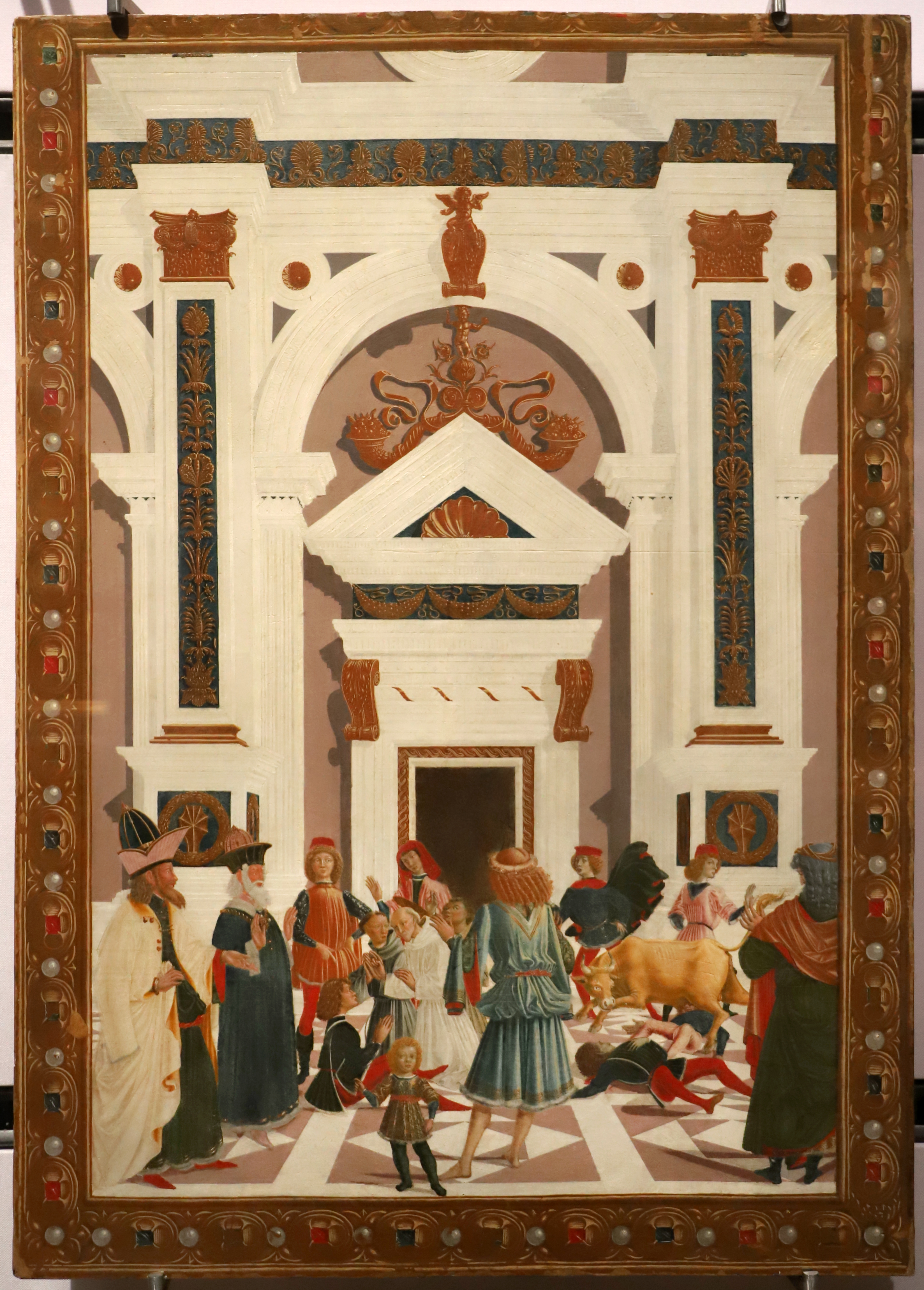
サンテ・ディ・アポロニオ・セルランドロ（Sante di Apollonio del Celandro）『牡牛に轢かれたニコラ・ディ・ロレンツォ・ダ・プラートを治療する聖ベルナルディーノ』
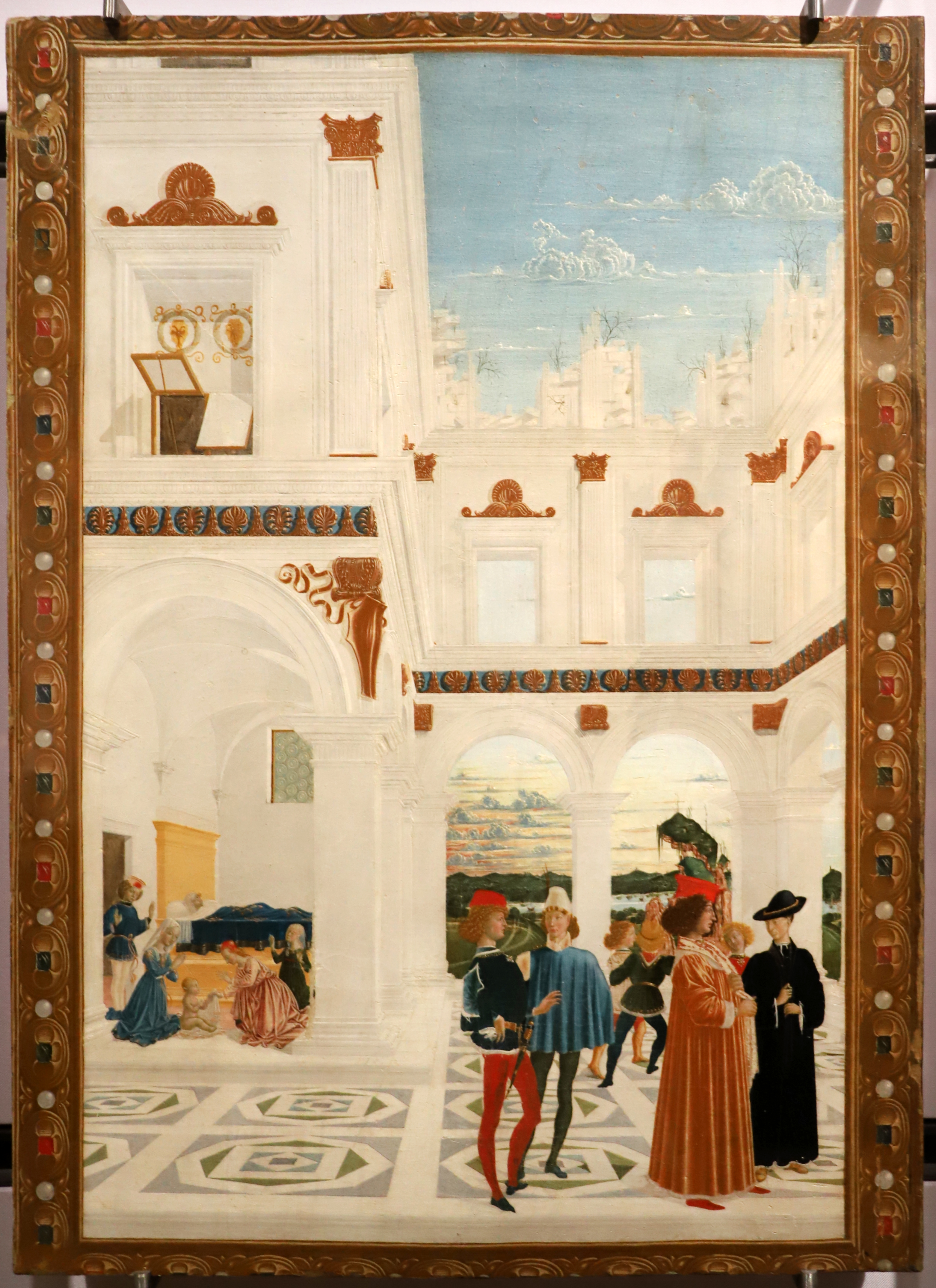
サンテ・ディ・アポロニオ・セルランドロ『死産児を蘇生する聖ベルナルディーノ』
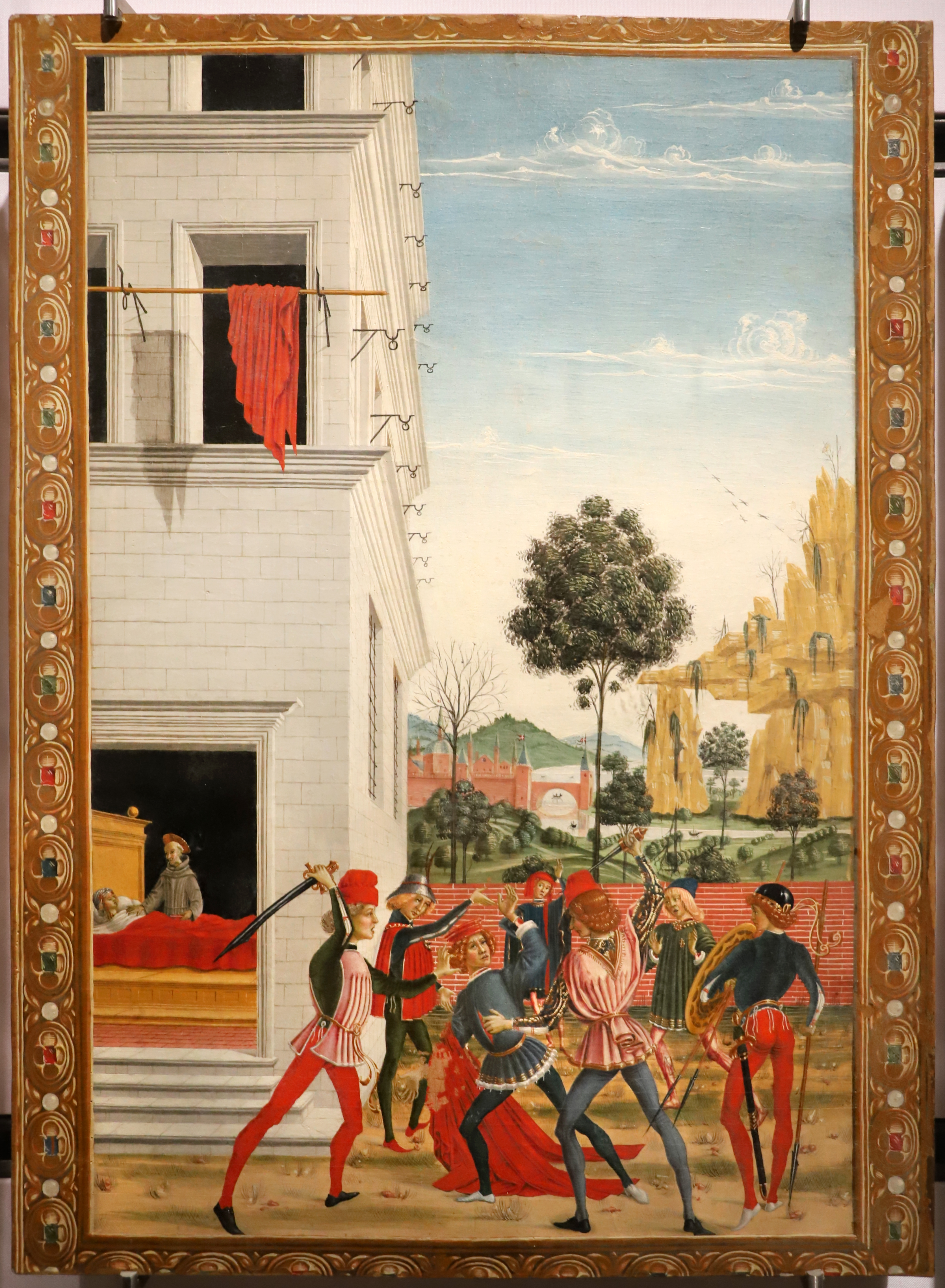
ピエラントニオ・ディ・ニッコロ・デル・ポッチョーロ（Pierantonio di Niccolò del Pocciolo）『刺客に襲われたジョバンニ・アントニオ・トルナーノを治療する聖ベルナルディーノ』
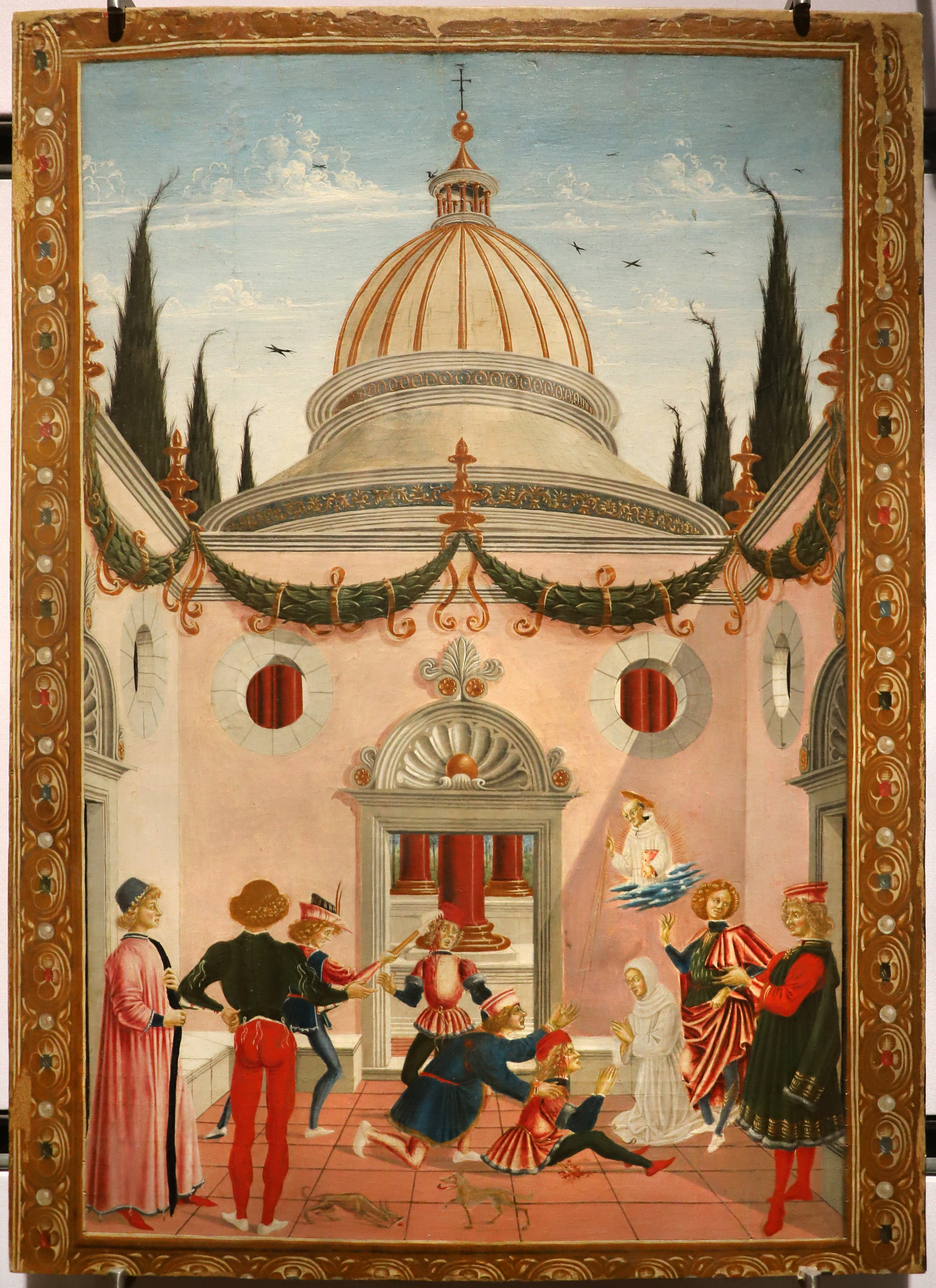
ピエラントニオ・ディ・ニッコロ・デル・ポッチョーロ『死後に現れてシャベルで頭を負傷したジョバンニ・アントニオ・ダ・パルマを治療する聖ベルナルディーノ』